# Daimler-Benz DB 600
Daimler-Benz DB 600 var en tysk flygmotor under andra världskriget tillverkad av Daimler-Benz. Produktionen startade under 1930-talet.